# Noble M15
Noble M15 - суперкар ручної роботи британської компанії Noble Automotive Ltd., розташованої в Лестерширі, випускається з 2006 року. Автомобіль повинен був конкурувати в сегменті ринку, який займають Porsche 911 Turbo/GT-3 і Ferrari F430.
За даними виробника, розгін від 0 до 100 км/год становить близько 3,5 секунд, а максимальна швидкість — 298 км/год.
Автомобіль вагою 1250 кг, кузов якого з інтегрованим заднім спойлером виготовлений переважно з композитних матеріалів, демонструє типовий для задньопривідних спортивних автомобілів розподіл ваги на передній і задній осях 42:58% відповідно. Він оснащений 3,0-літровим, центральним, поздовжньо розташованим двигуном Ford Duratec V6 з двома компресорами, агрегат розвиває потужність 455 к.с., а максимальний крутний момент 617 Нм на задні колеса передається 6-швидкісною коробкою передач італійського виробництва Graziano Trasmissioni (з 2007 року компанія, яка є постачальником коробок передач для автомобілів McLaren MP4-12C і Aston Martin, Maserati і Ferrari, належить швейцарській групі Oerlikon Group).
Кузов був виконаний у вигляді просторової конструкції зі сталевих труб (несучий каркас салону і багажника), на яких кріпилася обшивка з композитних елементів.
Автомобіль має дискові вентильовані гальма діаметром 330 мм, керовані системою ABS. Шини 285/40 на задній частині та 225/40 на передній частині автомобіля.
У порівнянні зі своїми попередниками автомобіль мав бути більш «цивілізованим», а також придатним для «повсякденного використання» завдяки комфортному обладнанню, в т.ч. ABS, трекшн-контроль, кондиціонер, електросклопідйомники, сенсорна система супутникової навігації та два багажних відділення спереду та ззаду, загальним об’ємом приблизно 300 літрів.
Базова ціна становила 75 000 фунтів стерлінгів.